# Autoroute A837 (France)
L’autoroute A837, dite autoroute des Oiseaux, relie Rochefort à Saintes — plus précisément à l'autoroute A10, dans le Sud-Ouest de la France. Elle fait partie de la Route Centre-Europe Atlantique (RCEA) et est un maillon de l'autoroute des Estuaires. Elle fut inaugurée en mars 1997.
Elle est concédée aux Autoroutes du Sud de la France (ASF). L'A837 fait partie du réseau ASF de la zone ouest. Radio Vinci Autoroutes (107.7 FM) fonctionne sur l'A837 secteur ASF. 

## Principales caractéristiques de l'opération
L'autoroute A 837, située en totalité en Charente-Maritime et longue de 36,5 km, est à 2 × 2 voies et comporte deux sections :
- la section Saintes-Rochefort Nord d'environ 33 km, payante pour tout trafic ;
- la section Rochefort Nord-Rochefort Ouest (qui a repris le tracé prévu pour la déviation de Rochefort) d'environ 3 km, gratuite pour le trafic local, se raccordant à l'Ouest à la voie rapide 2 x 2 voies Rochefort-La Rochelle RD 137.

Elle comporte 5 points d'échange, la bifurcation avec l'A10, orientée vers le Sud, et 4 situés au droit de l'agglomération de Rochefort au Nord : deux demi-diffuseurs à Tonnay Charente, deux diffuseurs à Rochefort. Le péage est perçu à la barrière pleine voie située légèrement à l'Est de Tonnay Charente et au demi-échangeur de Tonnay tourné vers l'Ouest.
Cette autoroute combine plusieurs objectifs :
- favoriser l'accès des communes et des activités de la façade atlantique, notamment le port de commerce de Rochefort et le grand port maritime de La Rochelle, grâce à son raccordement à l'Ouest, à la section Rochefort-La Rochelle de la RN137 à 2 × 2 voies ;
- dynamiser les échanges des régions et aménager les territoires ;
- assurer la fonction de contournement Nord de Rochefort.

## Historique
- 3 décembre 1992 : Déclaration d'utilité publique
- 10 janvier 1992 : Mise en concession
- 18 mars 1997 : Mise en service

## Trafic
Rochefort - Saintes :
- 8 184 véhicules par jour en 2001[3]
- 8 066 véhicules par jour en 2002[3]
- 8 233 véhicules par jour en 2003[3]
- 8 016 véhicules par jour en 2004[4]
- 8 336 véhicules par jour en 2005[5]
- 8 541 véhicules par jour en 2006[6]
- 9 058 véhicules par jour en 2007[7]
- 9 053 véhicules par jour en 2008[8]
- 9 338 véhicules par jour en 2009[9] soit  + 3,10 % d'augmentation
- 9 534 véhicules par jour en 2010[10] soit  + 2,10 % d'augmentation
- 9 858 véhicules par jour en 2011[11] soit  + 3,40 % d'augmentation
- 9 807 véhicules par jour en 2012[12] soit  - 0,50 % de baisse
- 9 875 véhicules par jour en 2013[13] soit  + 0,70 % d'augmentation
- 10 092 véhicules par jour en 2014[14] soit  + 2,20 % d'augmentation

## Caractéristiques
- 36,5 km de longueur, prolongés par la voie rapide D137 en direction de La Rochelle
- 2 × 2 voies sur la totalité de son parcours.
- Autoroute payante sur la totalité de son parcours (sauf la section  31 -  32 qui est gratuite)

## Son parcours

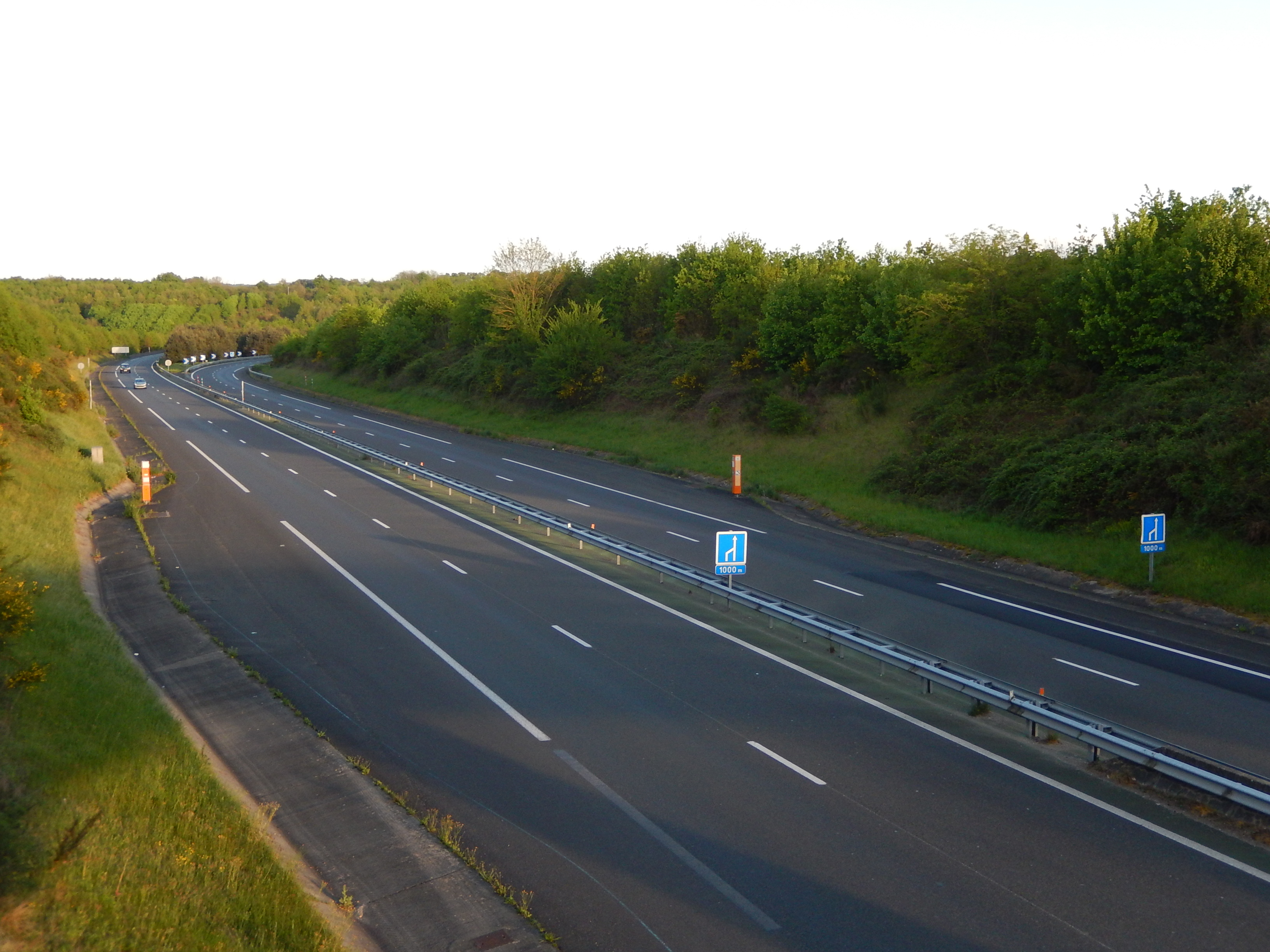
L'autoroute A837 non loin de la jonction avec l'autoroute A10.

Section concédée à ASF et payante (sauf entre les sorties 31 et 32).
- Début de l'autoroute A837
- 31 Rochefort - centre (RD 733) à 0 km : Rochefort, Royan, Ile d'Oléron, Marennes
- 32 Rochefort - nord (RD 5) à 2 km : Rochefort, Surgères, Paris (A10), Saintes et Saint-Jean-d'Angély par RD
- Limitation à 130km/h
- 33 Saint-Jean-d'Angély (RD 939) à 8 km : Tonnay-Charente, Saint-Jean-d'Angély (de et vers Rochefort)
- 34 Tonnay-Charente (RD 137) à 10 km : Tonnay-Charente (de et vers l'A10)
- Péage de Cabariot
  -  Aire de service Cabariot (dans les deux sens)
  - Pont sur la Charente
  -  Aire de repos des Oiseaux (sens  Rochefort-A10)
  -  Aire de repos de la Pierre de Crazannes (sens  A10-Rochefort)
- Échangeur entre A10 et A837 à 35 km : Bordeaux, Angoulême, Saintes (demi-échangeur)

## Lieux touristiques
- Crazannes : Carrières de pierre calcaire (aire de repos, musée, visites guidées).
- Rochefort : Corderie royale, pont transbordeur, maison de Pierre Loti, reconstruction de l'Hermione, arsenal du XVIIe siècle.
- Saintes : Abbaye aux Dames, Amphithéâtre romain.

## Départements, régions traversées
L'autoroute ne traverse qu'une seule région : la Nouvelle-Aquitaine, et un seul département : la Charente-Maritime.

## ProjetA831
Cette Autoroute : Fontenay-le-Comte - Rochefort était le dernier maillon de la route des Estuaires. Ce prolongement de l'autoroute A837 aurait permis de rejoindre l'Autoroute A83 jusqu'au niveau de Fontenay-le-Comte. Elle avait pour rôle de désenclaver la ville de La Rochelle et l'Aunis. Il était prévu une hausse de 58 % du trafic si l'A831 entre Rochefort à Fontenay-le-Comte avait été réalisée. * L'avènement de l'autoroute A831 et la suppression de la barrière de péage de Tonnay-Charente, l'espoir était de voir le contournement de Tonnay-Charente devenir gratuit.
Bien que le projet autoroutier soit enterré, les études pour un aménagement routier seraient sur les rails.

## Lieux sensibles
Il n'existe aucun lieu sensible sur le tracé de l'autoroute. Aujourd'hui, peu de véhicules l'empruntent et aucun bouchon ou pente dangereuse ne sont constatés.